# Seleção Armênia de Futebol Feminino
A Seleção Armênia de Futebol Feminino representa a Armênia no futebol feminino profissional internacionalmente.